# Meyrannes
Meyrannes ist eine französische Gemeinde mit 783 Einwohnern (Stand: 1. Januar 2022) im Département Gard der Region Okzitanien (vor 2016 Languedoc-Roussillon). Meyrannes gehört zum Arrondissement Alès und zum Kanton Rousson (bis 2015 Saint-Ambroix). 

## Geografie
Meyrannes liegt etwa 23 Kilometer nordnordöstlich von Alès am Cèze, der die Gemeinde im Süden begrenzt, in den Cevennen. Umgeben wird Meyrannes von den Nachbargemeinden Courry im Norden, Saint-Brès im Osten und Nordosten, Saint-Ambroix im Südosten, Molières-sur-Cèze im Süden sowie Bessèges im Westen und Nordwesten.

## Bevölkerungsentwicklung
| Jahr                      | 1962 | 1968 | 1975 | 1982 | 1990 | 1999 | 2006 | 2013 |
| Einwohner                 | 1292 | 1167 | 809  | 756  | 860  | 843  | 853  | 840  |
| Quelle: Cassini und INSEE |      |      |      |      |      |      |      |      |

## Sehenswürdigkeiten

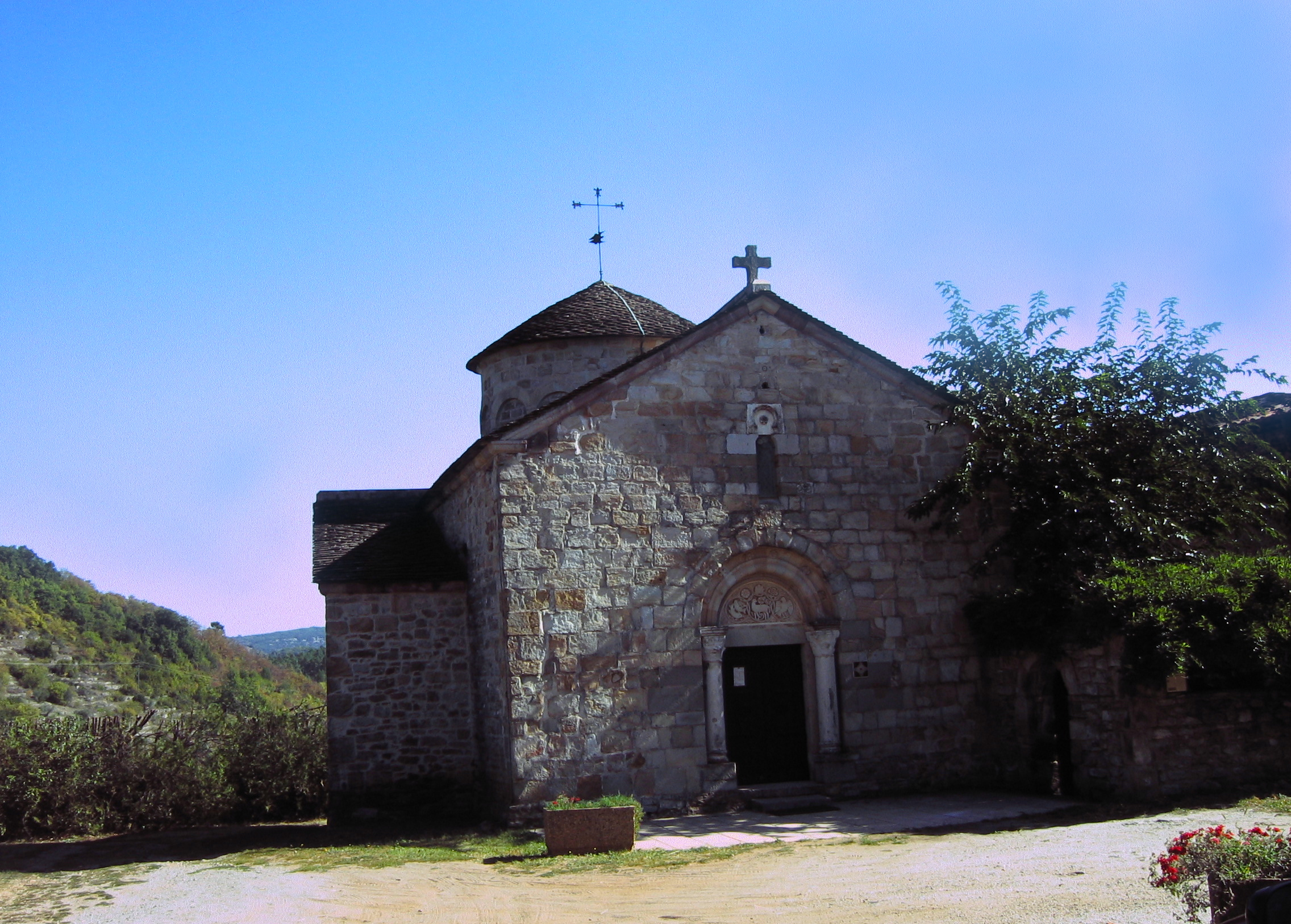
Kirche Notre-Dame

- Kirche Notre-Dame, seit 2003 Monument historique